# Nel giardino dei fantasmi
Nel giardino dei fantasmi è il settimo album in studio del gruppo musicale italiano Tre Allegri Ragazzi Morti, pubblicato il 4 dicembre 2012 da La Tempesta Dischi.

## Descrizione
Il disco è stato presentato ufficialmente in occasione della festa La Tempesta al Rivolta, tenutasi a Marghera lo stesso giorno della pubblicazione. Inoltre, il 31 ottobre 2012 la band ha pubblicato una traccia sul proprio canale YouTube, ossia La fine del giorno (canto n°3). Il secondo brano estratto, diffuso il 21 novembre, è stato La mia vita senza te.
L'album mischia diversi generi musicali, come da sempre nella carriera dei TARM: indie rock, reggae, dub, musica d'autore, folk e musica etnica.
La copertina e i disegni del disco sono di Davide Toffolo, mentre la grafica è curata da Alessandro Baronciani.
Nel gennaio 2013 viene diffuso il video di La mia vita senza te tradotto nella Lingua dei segni italiana e interpretato da una coreografia a cura del Coro Anni Dieci, fondato dai TARM a Pordenone. Contemporaneamente viene diffuso il video de Il nuovo ordine, per la regia di Andrea Guara, e girato ad Aggius (Sardegna).
Il 18 marzo 2013 viene diffuso il video di Alle anime perse.

## Tracce
1. Come mi guardi tu – 2:31
2. I cacciatori – 4:34
3. Bugiardo – 3:42
4. La mia vita senza te – 3:48
5. Alle anime perse – 4:21
6. La fine del giorno (canto n. 3) – 4:28
7. La via di casa – 3:02
8. Bene che sia – 3:36
9. E poi si canta – 3:38
10. Il nuovo ordine – 4:07
11. Di che cosa parla veramente una canzone? – 5:10

## Formazione
Gruppo
- Davide Toffolo – voce, chitarra
- Enrico Molteni – basso
- Luca Masseroni – batteria, percussioni

Altri musicisti
- Andrea Maglia – chitarra, basso
- Giulio Frausin – chitarra
- Paolo Baldini – chitarra
- I gemelli Garzia – cori
- I Fantasmi – cori

## Classifiche
| Classifica | Posizione massima |
| Italia     | 74                |